# Ter Motor Club
El Ter Motor Club és una entitat esportiva catalana dedicada al motociclisme que fou fundada a Torroella de Montgrí el 31 de març de 1973. L'escuderia del club guanyà el Ral·li Marroc Challenge el 2012.